# جائزة بلجيكا الكبرى 1980
جائزة بلجيكا الكبرى 1980 هو سباق فورمولا 1 أقيم بتاريخ 4 مايو 1980 في بلجيكا. كان الخامس من أصل 14 في بطولة العالم لسباقات الفورمولا واحد موسم 1980. حلّ الفرنسي ديدييه بيروني أولا بينما جاء الأسترالي آلان جونز في المركز الثاني وحصل على المركز الثالث الأرجنتيني كارلوس ريوتيمان.

## وصلات خارجية
- الموقع الرسمي